# Eduard Oscar Schmidt
Eduard Oscar Schmidt (Torgau, Saxònia, 21 de febrer de 1823 – Kappelrodeck, Baden-Württemberg, 17 de gener de 1886) fou un zoòleg, espongiòleg, fitòleg i explorador prussià.
Schmidt estudià matemàtiques i ciències a la Universitat de Halle, i continua a Berlín, on va estar sota la influència de Christian Gottfried Ehrenberg i de Johannes Peter Müller. El 1847, va rebre la seva habilitació docent per la Universitat de Jena, convertint-se en professor associat l'any següent. El 1855 va ser nomenat professor de zoologia a la Universitat de Cracòvia. Més tard va impartir classes a la Universitat de Graz (des de 1857) i a la Universitat d'Estrasburg (des de 1872). Va ser pioner en ensenyar el pensament evolucionista darwinià i és recordat pels seus estudis de esponges, particularment espècies de la mar Adriàtica. El 1862, va demostrar que "retallar" esponges, feia que les esponges s'adherissin i creixessin, una idea que va ser seguida pels experiments del científic croat Grgur Bučić a l'illa de Hvar, de 1863 a 1872.
Oscar Schmidt va descriure i nomenar 277 taxons, com ara, Leucopsila stylifera (Schmidt, 1870).